# كاستلبيزوتو
كاستلبيزوتو هي بلدية في مقاطعة إزرنية في منطقة مليزة بجنوب إيطاليا، وتقع على بعد حوالي 30 كيلومتر (19 ميل) غرب كمبباسة وحوالي 11 كيلومتر (7 ميل) جنوب شرق إزرنية. اعتبارًا من 31 ديسمبر 2004، كان عدد سكانها 156 نسمة ومساحتها 15.2 كيلومتر مربع (5.9 ميل2).
تقع البلدية على حدود البلديات التالية: كاستيلبتروسو، لونغانو، بيتورانيلو ديل موليز، روكاماندولفي، سانتا ماريا ديل موليز.